# Hans von Hagen
Hans Wilhelm Siegmund Leopold von Hagen (* 4. August 1775 in Stettin; † 8. November 1851 in Saarlouis) war ein preußischer Generalmajor.

## Leben

### Herkunft
Hans war ein Sohn des preußischen Oberst Leopold von Hagen (1742–1823) und dessen Ehefrau Luise Tugendreich, geborene von Schöning (1745–1818). Der Vater war Kommandeur des III. Bataillons im Infanterieregiment „von der Goltz“.

### Militärkarriere
Hagen wurde im elterlichen Hause erzogen und erhielt Privatunterricht durch einen Ingenieuroffizier in Stettin. Er trat am 1. März 1787 als Gefreitenkorporal in das Infanterieregiment seines Vaters ein und avancierte bis Juli 1794 zum Sekondeleutnant. Am 13. September 1799 erhielt er seine Demission.
Am 10. Januar 1807 wurde Hagen wieder in der Preußischen Armee angestellt und kam als Premierleutnant in das Grenadier-Bataillon „von Waldenfels“. Mit diesem Verband nahm er 1807 an der Verteidigung von Kolberg teil. Nach dem Frieden von Tilsit wurde er am 15. Juli 1807 Stabskapitän und am 20. August 1808 in das Leibinfanterie-Regiment (Nr. 8) versetzt. Dort stieg Hagen am 27. März 1809 zum Kapitän und Kompaniechef auf. Während des Russlandfeldzuges kämpfte er 1812 in den Gefechten bei Eckau, Mesothen und Olai.
Am 31. Mai 1813 wurde Hagen mit Patent vom 29. Juni 1813 zum Major befördert und zum Bataillonskommandeur ernannt. Während der Befreiungskriege kämpfte er in der Schlacht bei Bautzen. Für das Gefecht bei Königswartha erwarb Hagen das Eiserne Kreuz II. Klasse, wurde aber auch schwer verwundet. Bei der Blockade vom Mainz stürzte er bei einem Erkundungsritt vom Pferd und brach sich ein Bein, was ihn zwang, den Rest des Jahres zur Erholung zu Hause zu bleiben.
Am 10. April 1815 wurde er in das Ersatzbataillon Nr. 3 versetzt sowie am 3. Oktober 1815 zum Oberstleutnant befördert. Am 31. Mai 1816 wurde er in den besoldeten Stamm des 2. Trierer Landwehr-Regiments übernommen. Am 2. März 1820 wurde er zum Kommandeur des II. Bataillons des 30. Landwehr-Regiments ernannt und in dieser Eigenschaft am 30. März 1821 zum Oberst befördert. Am 26. März 1828 erhielt er aufgrund seiner Verletzungen seinen Abschied mit Pension. König Friedrich Wilhelm III. verlieh Hagen am 23. Mai 1828 noch den Charakter als Generalmajor. Außerdem erhielt er die Erlaubnis zum Tragen der Uniform ohne Dienstabzeichen. Er starb am 8. November 1851 in Saarlouis.
In seiner Beurteilung aus dem Jahr 1826 schrieb sein Kommandierender General: „Sucht ungeachtet seiner Wunden seine Pflichten eifrig zu erfüllen und sein Bataillon richtig auszubilden. Zum Kommandeur eines Linienregiments ist er nicht geeignet, weil er mit dem militärischen Zeitgefühl nicht fortgeschritten ist und bei den letzten Heeresübungen nicht hinreichende Umsicht und zweckmäßige Benutzung des Terrains bewiesen hat.“

### Familie
Hagen heiratete am 21. Januar 1798 in Stettin Friederike Dorothea von Weger(er) (1777–1825). Sie war eine Tochter des Kapitäns Heinrich Wilhelm von Wegerer im Infanterieregiment „von Ruits“. Das Paar hatte mehrere Kinder:
- Adelheid Leopoldine Luise Karoline (1798–1805)
- Angelika Luise (1804–1805)
- Maria (1807–1878) ⚭ Wilhelm von der Osten-Sacken (1769–1846), preußischer Generalleutnant

Nach dem Tod seiner ersten Frau heiratete er am 5. Juni 1828 in Mainz Wilhelmine Ernstine de Savigny (1804–1874). Von den fünf Kindern erreichten zwei das Erwachsenenalter:
- Friedrich (1829–1878), preußischer Major a. D. ⚭ 1863 Georgine von Hagen (* 1837)
- Natalie (* 1831) ⚭ 1859 Freiherr Hermann von Keyserling († 28. Juli 1866), Hauptmann